# Partido Socialista Libre Federación

Papeleta electoral de la Coalición Republicana Socialista por Andalucía. Uno de los partidos que la constituyen es el Partido Socialista Libre Federación

El Partido Socialista Libre Federación (PSLF) es un partido político de España que defiende como ideología el socialismo democrático y el republicanismo federal. Se considera sucesor del Partido Socialista Federal, partido creado en 1986 como escisión del PSOE por el apoyo de Felipe González a la OTAN. Fue fundado en 2018 por la unión de diferentes escisiones por la izquierda del PSOE, aunque también cuenta con personas que provienen de otros ámbitos de la izquierda, como Izquierda Unida.

## Ideología
El PSLF se define como un partido socialista democrático y marxista, heredero de la tradición de Pablo Iglesias Posse, fundador del PSOE, y considerando esencial el aporte teórico de Rosa Luxemburgo. Entre sus referencias ideológicas actuales citan a Bernie Sanders y Jeremy Corbyn, y a organizaciones como los Socialistas Democráticos de América y Momentum. Se consideren un partido de clase, republicano, y que aspira a unir a todas el corrientes del socialismo, considerando que, hoy en día, el PSOE se ha alejado de las clases trabajadoras. El partido afirma también que España es una realidad plurinacional, y defiende un modelo de estado republicano y federal. Defiende también el feminismo político, por lo que en los ayuntamientos donde tiene representación, hace acciones políticas contra la violencia machista, o en recuerdo de las víctimas de aquella.

## Estructura
El secretario general del partido es Carlos Martínez, quien fuera presidente de Attac España y primer secretario del partido Construir Izquierda-Alternativa Socialista. La mayoría de su estructura proviene de diferentes escisiones del PSOE que han convergido en este proyecto. Algunos de estos grupos se han incorporado al proyecto incluso después de presentarse a las elecciones municipales en solitario, logrando grupo propio, como Socialistas por Cacabelos, en la provincia de León. En Asturias tiene un concejal, José Castañón, en el concejo de Aller que fue elegido por la coalición Juntas por Aller (PSLF-Podemos).
- En 2018 Construyendo la Izquierda-Alternativa Socialista se disolvió y la mayoría de sus afiliados y cargos políticos se pasaron a:
  - Partido Socialista Libre Federación
  - Unidas Podemos o equivalente. (Cataluña En Comú Podem, Elkarrekin Podemos, Por Andalucía, Galicia En Común, etcétera)
  - Alternativa Republicana (ALTER) es un partido político de España, de ideología republicana, creado a partir de la fusión de Acción Republicana Democrática Española (ARDE), antiguos militantes de Izquierda Republicana (IR), el Partit Republicà d'Esquerra (PRE-IR) y Unión Republicana (UR). En los últimos años se ha presentado en coalición con Partido Socialista Libre Federación (PSLF).

A nivel de representación solo han conseguido cuando han ido integrados en Unidas Podemos o equivalente según elección. De ir en solitario los resultados han sido testimoniales siempre por debajo del 1%.